# 新故土
《新故土》（德語：Altneuland，羅馬化：Tel 'Aviv，直译：「春之废丘」，羅馬化：Altnayland）是现代政治锡安主义的创始人西奥多·赫茨尔所作乌托邦小说，1902年出版于德国。本作发表于赫茨尔的政治宣传册子《犹太国》出版六年后，赫茨尔本有犹太人要回归以色列地的理念，本作在这个基础上有所扩展，从而成为锡安主义的一大基石。《新故土》后来由伊斯雷尔·伊西多尔·埃利亚谢夫译成意第绪文，1902年初版于华沙，题名（Altnayland）；同年纳胡姆·索科洛夫将其译成希伯来文，同样初版于华沙。希伯来文版题名为，即，后来以色列新建一座城市，即选用这个名称。

## 情节介绍
小说的主人公名叫弗里德里希·勒文贝尔格（Friedrich Löwenberg），他居住在维也纳，是一名犹太青年知识分子。1902年，他厌倦了西方的颓废，与美国化的普鲁士贵族金斯考特（Kingscourt）先生一道，要去往偏远的太平洋小岛（小说特别提及小岛属于库克群岛，在拉罗汤加附近）。前往太平洋的路上他们在雅法待了几天，发现巴勒斯坦是一片落后、赤贫而人烟稀少的地方，赫茨尔本人1898年造访这片地带时，他看到的景象就是这样。
之后勒文贝尔格、金斯考特二人在小岛上度过二十年光阴，隔绝了文明社会的音信。1923年二人回去欧洲的路上又在巴勒斯坦停留，震惊地发现这片土地彻底变了样。一个犹太人的组织兴起了，正式的名称是「新社会」，这是因为欧洲的犹太人重新发现、居住回了他们的「新故土」，要收回他们在以色列地自己的命运。这个国家，它的领袖有些还是勒文贝尔格在维也纳的旧相识，而现在成了人烟阜盛、繁荣富足的地方；这个国家的产业是合作社形式的，欣欣向荣、高速发展，建立在最尖端的技术之上；这个国家还是自由、公正、广纳四海、现代文明社会的家园。在海法，勒文贝尔格二人又同阿拉伯人勒希德贝伊（Reschid Bay）一道，和一群犹太人领袖见面，这些领袖带着二人漫游国家。他们造访了各样的城市、居民点，其中还有一座基布兹和一座莫沙夫，在那里，他们亲眼见证犹太人社会在社会和经济上的变革。他们还了解到新科技的发展，并且得知建立了一所犹太大学，正是科学研究的弄潮儿。阿拉伯人和犹太人的权利完全平等，新社会的领导人中就有一名阿拉伯工程师，至于国家中的商人，多数都是亚美尼亚人、希腊人和其他民族的人们。二人碰上了大选活动，活动中一名极端的拉比提出政纲，鼓吹国家应当只归犹太人，还坚持要求说，不是犹太人的公民，他们的投票权应当剥夺，但这名拉比最终失败了。

## 主题
赫茨尔这部小说描述了他希望犹太民族实现自立的愿景，他在1896年出版的书籍《犹太国》中主张过这一点。小说既表述了意识形态，又是乌托邦小说，体现出一个抱持自由主义、平等主义的理想社会，同当今的福利社会相似。赫茨尔将他的理想模型称作「互助主义」，建立在混合制经济上，这样土地、自然资源、农业合作社、社会福利都是公有的，同时也发扬私有制的企业家精神。赫茨尔确实是现代主义者，他拒斥欧洲的阶级体系，但对欧洲的文化遗产还保持着忠诚。
《新故土》中想象的犹太人并没有将希伯来语作为主要的语言，书中社会是多语言的。虽然小说不对语言问题做细节探讨，但意第绪语似乎是通行的地方话，德文则是主要的书面文字。社会的习俗和欧洲差不多，那里的人也去歌剧院、到剧场看戏。耶路撒冷是国家的首都，议会会场和犹太学院都在城中，但国家的产业中心是现代城市海法。
赫茨尔看到了海法湾建成现代化深水港口的潜力。他展望道：「从阿卡到迦密山，一路铺展开都像是大公园一般」。
赫茨尔对耶路撒冷的描绘包括重建耶路撒冷圣殿。然而在他的观点中，圣殿不必建在古代圣殿所在的确切位置，那里现在已经是穆斯林的阿克萨清真寺和岩石圆顶占据着了，是非常敏感的圣地。将圣殿落在耶路撒冷另外的地点，赫茨尔展望的犹太国就避免了现实中以色列国在这一问题上面临的极度紧张。同样，赫茨尔所设想在圣殿中的崇拜也不包括动物献祭，这正是古代耶路撒冷圣殿崇拜主要的形式。与古代不同，《新故土》中描绘的圣殿基本来说就是一座特别大、特别华丽的犹太会堂，至于举行的仪式和其他犹太会堂没有区别。
书中展望的国家不参与任何战争、不维持任何武装。按照书中的解释，国家的建立者用心让欧洲列强全都准许了他们的事业，而不卷入任何强权之间的纠纷。而提到国内的阿拉伯人，书中只描写了一个阿拉伯人角色勒希德贝伊，他解释说犹太人他们「开发了国家、提升了每个人的生活水平」，阿拉伯人看不出有什么理由阻止这群人涌进来。
书中一段漫长的倒序描述的细节记载，一家锡安主义的特许公司，名叫「为拓殖巴勒斯坦而建的新社会」，它能得到「它要拓殖的地方的自治权」，是向土耳其政府付了二百万英镑现钱，每年再奉上五万镑，还加上年净利润的四分之一，这样作了一番回报。理论上，所谓「完全的主权」还是「保留在苏丹手中」的，然而实际上书中描述的一切细节，既没有提到奥斯曼管辖哪怕是最细微的痕迹，也没有提到奥斯曼对这个国家的生活有任何影响。
设想中的新故土，它的领土面积显然比现实中的以色列国大得多，即使算上1967年攻占的土地也同样。现在位于黎巴嫩的泰尔、西顿也是新故土的港城。还有库奈特拉城，这座城在现实中坐落戈兰高地的最边沿，以色列在1967年夺取，又在1973年交还叙利亚，但赫茨尔的想象中这座城是繁荣的旅途歇脚点，有一条铁路经过，还要往东伸展很远，而且明显都是「新社会」掌控的。另外有一处引文提到：「通往幼发拉底河的铁路，沿线的城市有——大马士革和塔德莫」（后者是在古代巴尔米拉重建的城市）。
从奥斯曼政府得到总的许可之后，「新社会」就开始着手从地主手中购买土地。按照书中的描写，有二百万英镑留出来买地。有一个经纪人在这片地区四处游走，才几个月就确保「新社会」将整片土地差不多占满了，显然他没有遇到什么反对，也没有人不愿意出卖土地。
《新故土》写到最后，失踪的但支派也出现了，那段描写主人公弗里德里希·勒文贝尔格和朋友勒希德贝伊发现一群人是古时候但支派的后代，他们住在红海一座偏远的小岛上，过着与世隔绝的生活。这部分描写之所以重要在于隐喻地表达了犹太民族的更新，强调说保存丰富的历史遗产并在那上面建设十分重要。发现失踪的支派也着重表示出赫茨尔的信念，也就是犹太民族自决是重要的、巴勒斯坦地区要建立一个犹太国，这个国家要建立在同犹太历史文化深刻而持久的联系之上。总之这段描写失落的但支派的部分是犹太人身份和犹太民族的持久力量一个有力的象征。

## 历史经纬
在锡安主义理念的建立中，这部小说意义重大，因为它的出版正值第一次阿利亚运动期间。《新故土》也反映出赫茨尔相信技术、进步之重要。小说中的犹太国是高度发达的社会，科技创新受人赞美、得到珍视。这表明赫茨尔认为犹太民族需要拥抱现代性，才能在现代世界取得成功。另外，《新故土》也特别描写赫茨尔对社会公平的投入、对多元文化犹太社会的主张。小说中展现的犹太国，犹太人和阿拉伯人和谐共处，体现出赫茨尔重视不同群体共同生活、互相尊重的理念。
《新故土》正当十九世纪末二十世纪初锡安主义作为政治运动崛起的时代，见证了新型犹太民族主义，即寻求在巴勒斯坦建立犹太国之主张的出现与流行。锡安主义运动受到多种因素刺激壮大：欧洲反犹主义悍然兴起；犹太人身份联成整体的感受、继之而起的孤独感；渴望得到犹太人能不受压迫、在社会中不做少数民族的一片家园，这些都激起了锡安主义的新一波浪潮，其领军者即为西奥多·赫茨尔这样的个人。
通过文学的形式，小说直接反映出赫茨尔的政治哲学思想。其展示出一座现代、民主、文化多元的犹太国，与犹太人传统上以宗教、文化区分的身份特性背道而驰。赫茨尔强调犹太民族自决之重要、强调需要建立犹太国确保犹太民族安全。赫茨尔相信，犹太人群体是一个民族，需要自己的国家才能在现代世界生存下来。这一想法成为锡安主义一大支柱，日后在需要建立以色列国时作用重大。

## 后世影响

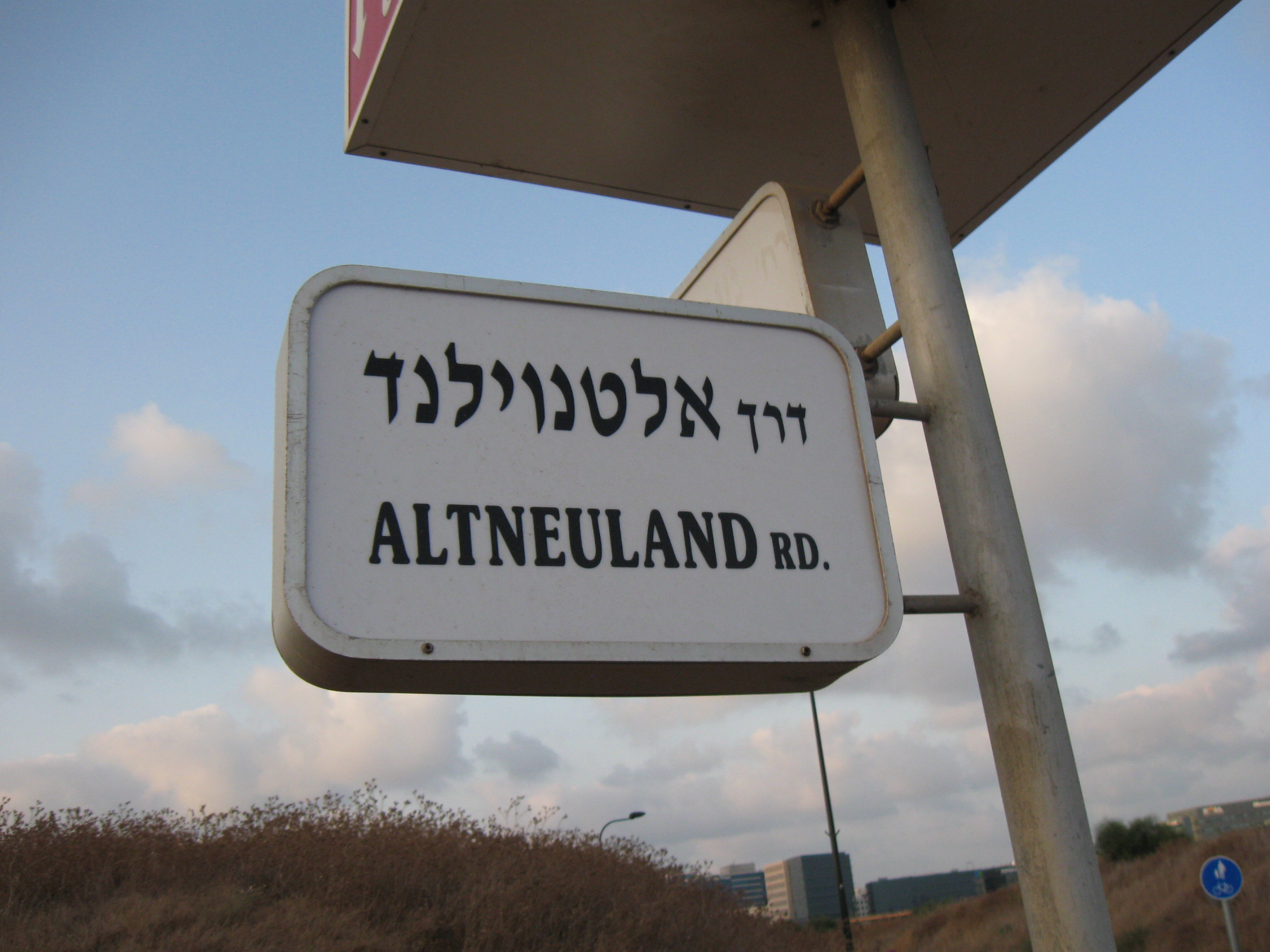
赫茨利亚的新故土路

纳胡姆·索科洛夫迅速将小说翻译成希伯来文，以诗意的标题《Tel Aviv》定名，其中「Tel」意为废丘，指代「故」；「Aviv」意为「春天」，指代「新」。这一名称在《以西结书》中出现过，当时所指的地名在巴比伦，而以色列人囚虏至此。（《以西結書》第3章第15节参）本书的希伯来语名称选作雅法一座新建社区的名字，当时建于1909年，原用名称是缺乏灵性的「阿胡扎特巴伊特」（羅馬化：Aḥuzat Bait，直译：「家宅」）。新名「臺拉维夫」仅一年后就取代旧称，至今臺拉维夫成为「希伯来（现代）第一城」、以色列国经济中心、文化渊薮。
此外，第一本用希伯来文写作、写作于以色列建国后的赫茨尔传记是阿列克斯·贝因于1960年发表，其中根据《新故土》不同时代的概要，反映出历史观点的变化。在当时的概要中，《新故土》的故事大纲比先前出版的1938年本明显更短。减短的概要没有包含赫茨尔《新故土》的巴勒斯坦同统治地方的奥斯曼帝国间互动的细节。然而也需要指出，犹太国建立之后许多地方提及赫茨尔《新故土》的巴勒斯坦时也都没有包括这些内容。
赫茨尔的友人费利克斯·萨尔腾1924年造访巴勒斯坦，看到赫茨尔的梦想如何成为现实。次年萨尔腾将他的游记定名为《故土新民》（Neue Menschen auf alter Erde）不论书名还是内容都暗暗指向赫茨尔的《新故土》。

本书希伯来文初版，1902年印刷
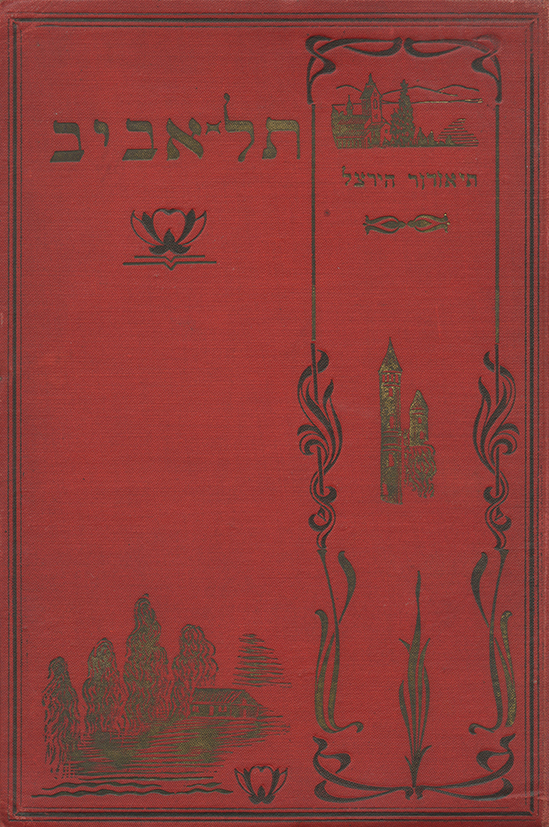
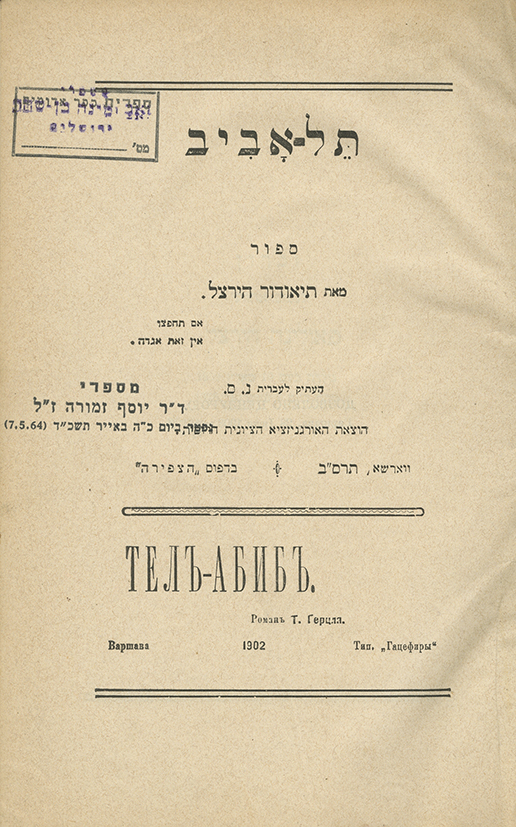
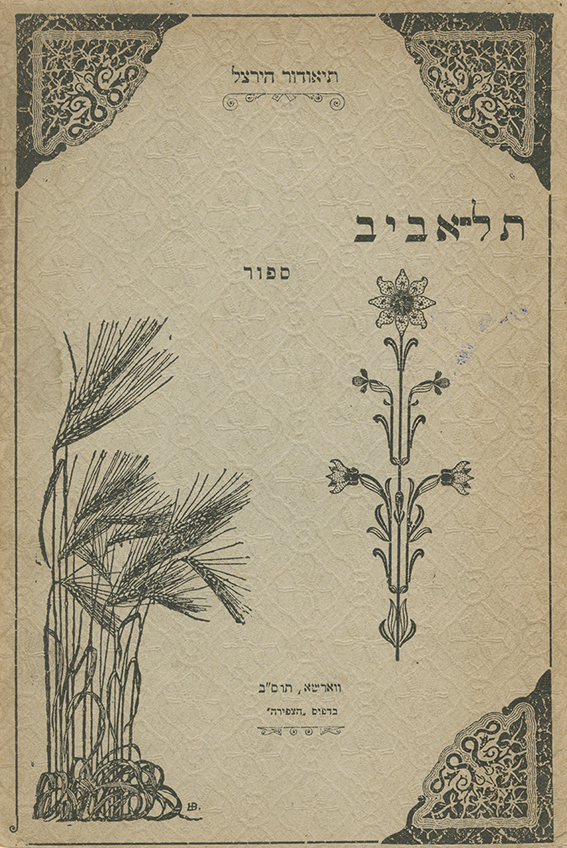
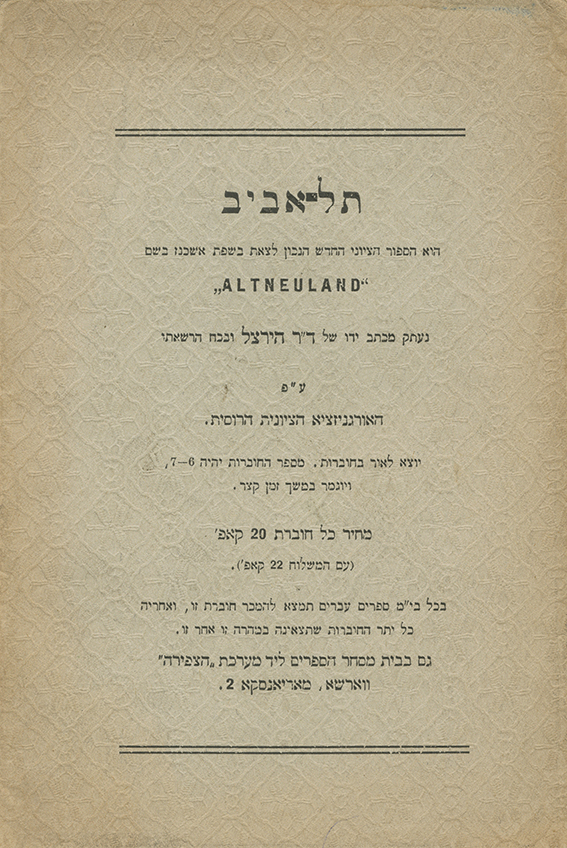

## 出版细节
- 1902年，德国，莱比锡Hermann Seemann Nachfolger，精装（初版）（德文）
- 1941年，美国，Bloch Publishing，精装（洛塔·勒文索恩译）
- 1961年，以色列，Haifa Publishing，平装（德文）
- 1987年，美国，Random House，ISBN 0-910129-61-4，平装
- 1997年，美国，Wiener (Markus) Publishing，ISBN 1-55876-160-8，平装

### 文内注解
1. ↑  中文和合本圣经中，这一名称译作「提勒亚毕」。